# Матани
Матани (на грузински: მატანი) е село в източна Грузия, част от областта Кахетия. Населението му е около 4451 души (2014).
Разположено е на 570 метра надморска височина в Алазан-Авторанската равнина, на 29 километра северозападно от Телави и на 50 километра североизточно от Тбилиси.

## Известни личности
Родени в Матани
- Какуца Чолокашвили (1888 – 1930), офицер и революционер